# حشره (فیلم ۲۰۰۶)
حشره (انگلیسی: Bug) فیلمی در ژانر ترسناک، تریلر روانشناسانه، و مهیج به کارگردانی ویلیام فریدکین است که در سال ۲۰۰۶ منتشر شد. از بازیگران آن می‌توان به اشلی جاد، مایکل شنون، هری کانیک جونیور و لین کولینز اشاره کرد.